# 项淳一
项淳一（1927年8月—2014年2月14日），男，浙江杭州人，中华人民共和国政治人物。

## 生平
1927年生于浙江省杭州市，早年就学于上海沪江大学附中、沪江大学、北平燕京大学。1973年后，曾任北京市物价局副局长。1979年，任全国人大常委会法制委员会副秘书长、副主任，全国人大常委会法制工作委员会副主任，全国人大香港基本法起草委员会委员，全国人大澳门基本法起草委员会委员，全国人大常委会香港基本法委员会主任。
2014年去世。